# INTEGRAL
Супу́тник ІНТЕГРАЛ (англ. INTErnational Gamma-Ray Astrophysics Laboratory (INTEGRAL)) був втілений в життя Європейським космічним агентством у співробітництві із Російським космічним агентством і NASA.
Запущений в 2002 році з космодрому Байконур в Казахстані.
Приймає випромінювання в діапазоні від 15 КеВ до 10 МеВ. На борту містить такі прилади: спектрометр SPI, камера IBIS, що працює на принципі кодуючої маски, рентгенівський монітор JEM-X, оптичний монітор OMC.
На супутнику ІНТЕГРАЛ проводяться спостереження активних ядер галактик, компактних об'єктів і антиречовини в центрі нашої галактики.

### Результати
- Побудова карти області Центру Галактики в жорсткому рентгенівському діапазоні з дуже високою чутливістю.
- Відкриття цілого набору галактичних джерел жорсткого рентгенівського випромінювання, прихованих поглинанням пилу в інших діапазонах енергій (наприклад, стандартному рентгенівському 1-10 кеВ, або оптичному)
- Відкриття нової жорсткої рентгенівської компоненти в випромінюванні так званих аномальних рентгенівських пульсарів і магнітарів. Природа виникнення цієї компоненти не до кінця зрозуміла.
- Вимірювання з високою точністю форми спектра анігіляційного випромінювання позитронів з галактичного центру.
- Вперше виміряно випромінювання хребта Галактики на енергіях вище 20 кеВ. Показано, що до енергій 50-60 кеВ воно створюється сумарним випромінюванням великої кількості акрецуючих білих карликів.
- Проведено підрахунки джерел жорсткого рентгенівського випромінювання на всьому небі. За результатами цих підрахунків виміряні статистичні характеристики галактичних і позагалактичних джерел у ближній Всесвіту.